# Glochidion pomiferum
Glochidion pomiferum är en emblikaväxtart som beskrevs av Airy Shaw. Glochidion pomiferum ingår i släktet Glochidion och familjen emblikaväxter. Inga underarter finns listade i Catalogue of Life.